# Pražský groš

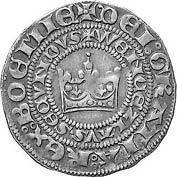
Pražský groš, avers

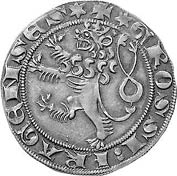
Pražský groš, revers

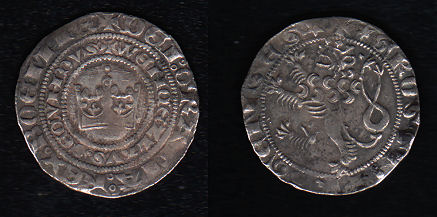
Pražský groš Václava II.

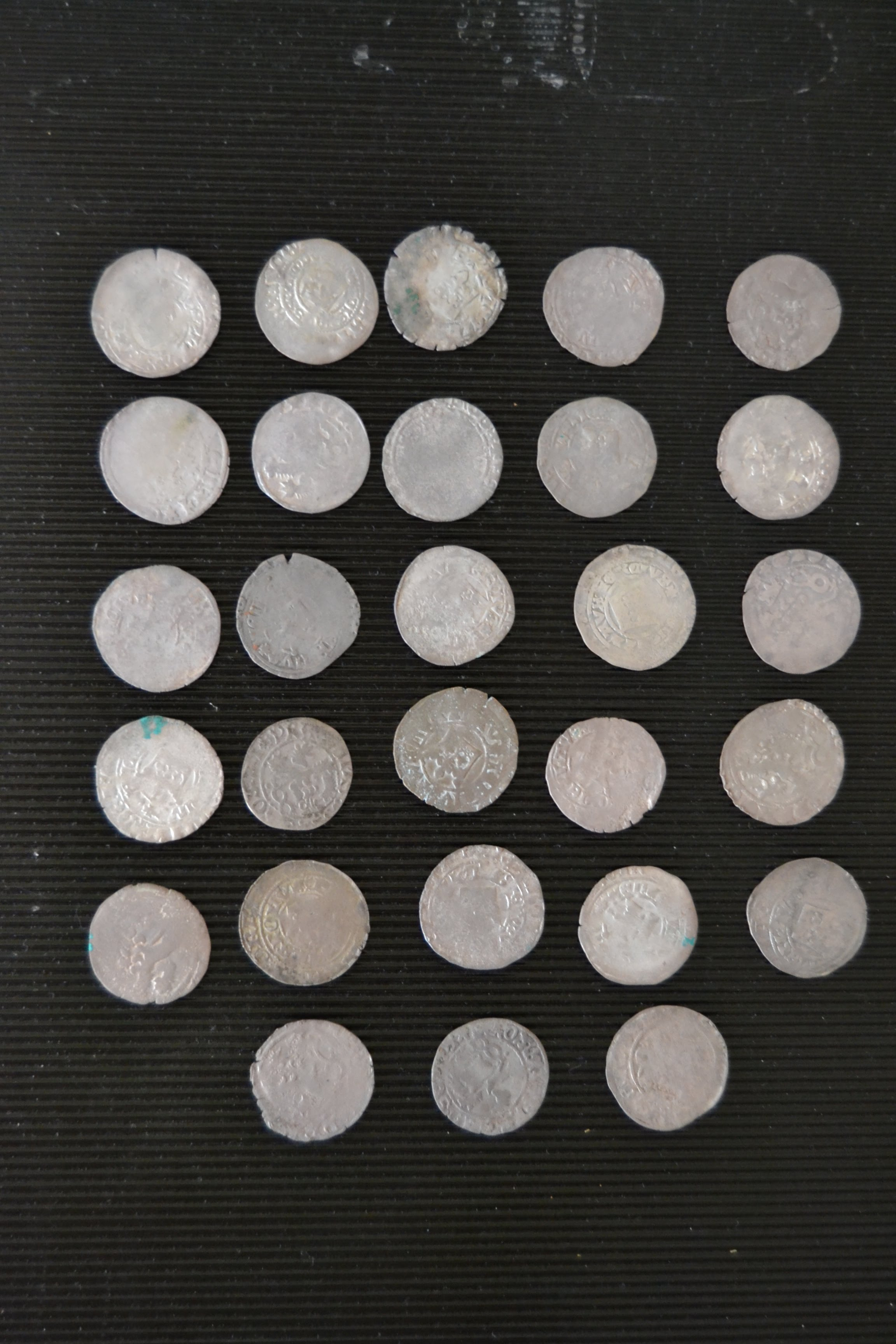
Nález Pražských grošů na území okr. Klatovy – obec Křenice.

Pražský groš (německy Prager Groschen, latinsky grossus Pragensis, polsky grosz praski) byla stříbrná mince, kterou nechal na základě mincovní reformy, zpracované italskými právníky a bankéři, razit v červenci roku 1300 český král Václav II. Mince byla ve své době ve střední Evropě široce užívaným platidlem. Její název pochází z latinského výrazu denarius grossus – tlustý denár.

## Charakteristiky mince
Pražský groš byl na svoji dobu poměrně těžká a velká stříbrná mince. Hmotnost mince se pohybovala mezi 3,5–3,7 g s velkou ryzostí 933/1000 stříbra. Pražský groš se dělil na 12 menších peněz, tzv. parvů (lat. = malý). Po celou dobu své ražby měla mince v podstatě stále stejný obraz líce i rubu. Lícní strana nesla obraz české královské koruny a v dvojitém opisu jméno panovníka a text DEI GRATIA REX BOEMIE (Z Boží milosti král český). Rub mince nesl obraz českého heraldického lva a opis GROSSI PRAGENSES (Groše pražské).

## Historie
Ražbu mince podnítil nález bohatých stříbrných ložisek v Kutné Hoře a hospodářský rozvoj země, která tehdy patřila k nejvyspělejším v Evropě. Václav II. si proto pozval do Čech italské právní a finanční rádce. Mezi nimi sem roku 1292 přišel také právník Gozzius z Orvieta (také známý jako Gozzo z Orvieta), aby králi pomáhal se zákonodárnou činností. Na Václavův příkaz sestavil nový horní zákoník Ius regale montanorum, jehož součástí byla také mincovní reforma. Tou se zaváděla ražba pražského groše a zakazoval se oběh neraženého stříbra.
Mince se razila ve Vlašském dvoře v Kutné Hoře. Za její vzor sloužil francouzský groš Ludvíka IX. z roku 1266, nazývaný gros tournois – tourský groš.
Přestože si král Václav II. přál, aby mince byla „stálá“ a „věčná“, tak postupem doby klesala jak váha mince (až na 2,4 g), tak i ryzost mince (562/1000). Přesto byla mince velmi oblíbená a pronikla až za hranice českých zemí.
Druhého listopadu 1378 vydali Karel IV. a Václav IV. nový mincovní řád pro České království. Mincovní slitina se měla skládat z jednoho dílu stříbra a dvanácti dílů mědi. Z jedné hřivny této slitiny mělo být raženo 70 pražských grošů a jeden groš tvořilo 12 haléřů. Za dodržování tohoto mincovního řádu zodpovídali dva kontroloři. První byl jmenován králem, druhý kontrolor byl zástupce šlechty a měl dostávat týdenní plat 56 grošů.
V době husitských válek přechodně skončila ražba pražského groše, ovšem zůstal jako početní jednotka (kdy přesně se nerazilo není jisté, od 20. let 15. století, od r. 1433 se uvažuje o příležitostných ražbách, plně obnoveno za reformy Jiřího z Poděbrad, tedy po roce 1469). Po měnové reformě Jiřího z Poděbrad byl stanoven pevný poměr 2 míšenské groše se rovnají 1 pražskému. Ražbu groše ukončil roku 1547 Ferdinand I., kdy ji vystřídal stříbrný tolar.
Jako díl tolaru byl od roku 1573 ražen bílý groš (podle vzoru pražského groše raženého 1547) a od roku 1576 ještě poloviční malý groš (první mince s českým popisem znějícím MALEY GROSS). Přesto pražský groš platil dál a teprve patent Ferdinanda III. roku 1644 definitivně ukončil jeho oběh.

## V peněžním systému
Podle reformy Václava II. se razil pražský groš z pražské hřivny (tj. asi 253,17 g) – ovšem Josef Smolík poukázal, že se v této době používala řada dalších hřiven (zřejmě jako početní jednotka i jako mincovní jednotka). Z pražské hřivny se razilo 64 grošů, velmi rychle se prosadila početní jednotka kopa grošů (tj. 60 grošů). Přepočet na starší brakteátovou měnu byl stanoven 6 brakteátů = 1 groš.
Původně se pro vnitřní trh počítalo s jedním druhem drobné mince, s parvem (12 do groše), v roce 1384 byly zavedeny další dva druhy drobných peněz, jejich nominální hodnota byla 1 groš = 7 penízů (nummi) = 14 haléřů = 28 obolů (oboli). Za husitství nastala v mnoha ohledech nouzová situace, groše se nerazily, naopak prosadily se drobné mince s malým podílem stříbra (kalíšky a flútky).
Mezinárodní trh si vyžádal ražbu zlatých mincí (od Jana Lucemburského raženy příležitostné zlaté), na které nebyl groš pevně navázán (poměr se pohyboval okolo půl kopy, ovšem s poklesem ryzosti groše se poměr zvyšoval). I po prosazení tolaru jako výchozí mince měnové soustavy byl poměr stanoven 1 tolar = 30 grošů (takto byl vymezen i pozdější bílý groš).